# Seznam bitev českých dějin za druhé světové války

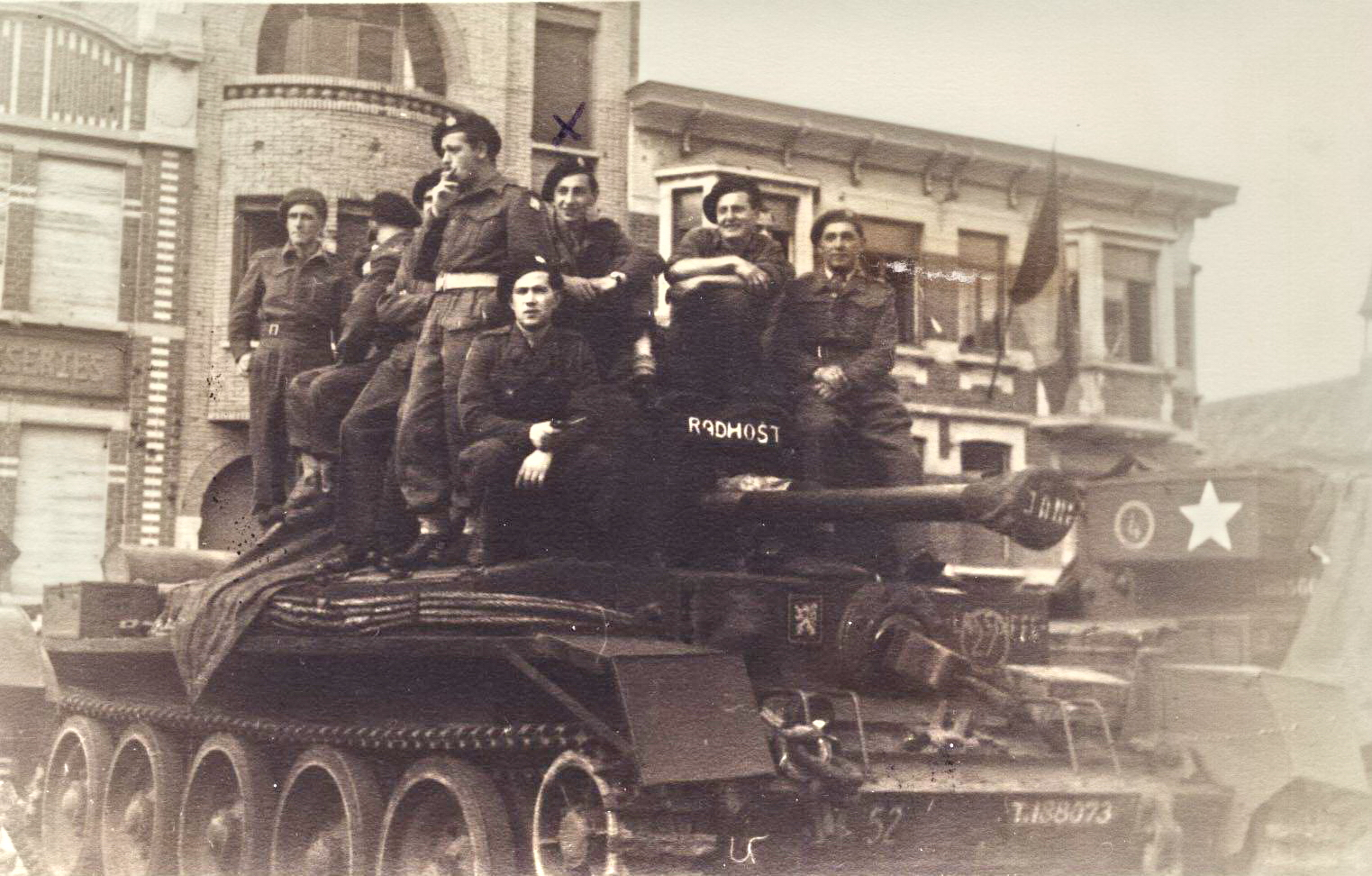
Českoslovenští tankisté v Belgii

Seznam bitev českých dějin za druhé světové války obsahuje výčet vojenských střetnutí, jež se odehrály mezi 1. září 1939 a 12. květnem 1945 buď na území nynější České republiky, nebo probíhaly za výrazné účasti českých, potažmo československých, vojenských kontingentů v jiných světových lokalitách.

## Seznam
| Střetnutí                                                   | Datum                              | Souřadnice                                                         | Poznámka |
| Bitva o Atlantik                                            | 3. září 1939 – 8. květen 1945      |                                                                    | Součástí britské Coastal command byla od 22. května 1942 do května 1945 i 311. čs. bombardovací peruť, která mimo jiné zničila pět německých ponorek a potopila lamač blokády, plující z Japonska s nákladem kaučuku.                                                                                  |
| Bitva o Francii                                             | 10. květen – 22. červen 1940       |                                                                    | Německý útok na Francii, jenž skončil zdrcující porážkou spojenců. Francie byla rozdělena na dvě části; Vichistickou a okupovanou. Obrany Francie se účastnily i československé jednotky. |
| Střetnutí u Coulommiers                                     | 13. červen 1940                    | 48°48′41″ s. š., 3°5′11″ v. d.                                     | 1. československý pluk se účastnil bojů proti německé armádě na předmostí řeky Grand Morin, zhruba 40 km od Paříže. |
| Střetnutí u La Ferté sous Jouarre                           | 13. červen 1940                    | 48°57′3″ s. š., 3°7′50″ v. d.                                      | 2. československý pluk se v součinnosti s francouzskými jednotkami účastnil bojů proti německé armádě. Úkolem vojáků bylo bránit přechody přes řeku Marnu mezi řekou ľOurcq a městem La Forté sous Jouarre.                                                                                            |
| Bitva o Británii                                            | 10. červenec – 31. říjen 1940      |                                                                    | Československé perutě v RAF se účastnily největší letecké bitvy v dějinách. |
| Operace Exporter                                            | 8. červen – 6. listopad 1941       |                                                                    | Britské velení, které nemohlo riskovat, že se Němci uchytí v Sýrii a Libanonu, zahájilo bojové akce proti vichistům v Levantě. Operace se účastnil i 11. československý pěší prapor. |
| Obléhání Tobrúku                                            | 21. říjen 1941 – 7. duben 1942     | 32°4′ s. š., 23°57′ v. d.                                          | Obrany libyjského přístavu Tobruk se účastnil i čs. prapor pod vedením podplukovníka Klapálka. Měl významný podíl na udržení města v rukou spojenců. |
| Operace Crusader                                            | 18. listopad – 30. prosinec 1941   | 32°4′ s. š., 23°57′ v. d.                                          | Vojenská operace, která vyprostila z obklíčení obležený Tobrúk. |
| Boje v kostele sv. Cyrila a Metoděje                        | 18. červen 1942                    | 50°4′33″ s. š., 14°24′1″ v. d.                                     | Skupina sedmi českých parašutistů se po zdařilém atentátu na říšského protektora Reinharda Heydricha bránila po dobu sedmi hodin přesile Němců v budově pravoslavného kostela Cyrila a Metoděje v Praze. V průběhu boje všech sedm Čechů zahynulo.                                                     |
| Bitva u Sokolova                                            | 8. – 9. březen 1943                | 49°43′ s. š., 36°11′45″ v. d.                                      | První bojové vystoupení 1. čs. samostatného praporu v SSSR. |
| Bitva o Kyjev                                               | 3. listopad – 6. listopad 1943     | 50°27′5″ s. š., 30°30′46″ v. d.                                    | Do bojů při osvobození Kyjeva v rámci ofenzívy sovětských vojsk zvané bitva o Dněpr, významně zasáhla 1. československá samostatná brigáda v SSSR. |
| Osvobození Ovruče                                           | 17. listopad 1943                  | 51°19′18″ s. š., 28°48′2″ v. d.                                    | Město Ovruč bylo osvobozeno československými a sovětskými partyzány. V boji padl slavný československý partyzán Ján Nálepka. |
| Žytomyrsko-berdyčevská operace                              | 24. prosinec 1943 – 14. leden 1944 | 49°47′ s. š., 30°7′ v. d.                                          | Součástí operace byl útok československé brigády na Bílou Cerkev (1. a 2. leden 1944). |
| Korsuň-ševčenkovská operace                                 | 17. leden – 17. únor 1944          | 49°5′35″ s. š., 30°2′42″ v. d.                                     | Úspěšné boje 1. čs. samostatné brigády při pokusech německých vojsk prorazit v úseku Ostrožan obklíčení v tzv. Čerkaském kotli. |
| Bitva u Val Orco                                            | 11. srpen 1944                     | 45°25′54″ s. š., 7°15′16″ v. d.                                    | 57 členů čs. partyzánského oddílu pod velením Leopolda Vrány, uprchlých z řad protektorátního Vládního vojska, přepadlo a rozprášilo v horské soutěsce Val d'Orco u francouzsko-italských hranic německo-italskou kolonu o síle asi 1500 mužů.                                                         |
| Letecká bitva nad Bílými Karpaty                            | 29. srpen 1944                     | vzdušný prostor mezi Novým Mestem nad Váhom, Brumovem a Slavičínem | Spojenecký bombardovací svaz sestavený v Itálii mířící především k cílům v Moravské Ostravě byl přepaden stíhači Luftwaffe: v následné bitvě bylo zničeno několik amerických a německých letounů. Bitva se odehrála ve vzdušném prostoru moravsko-slovenského pomezí.                                  |
| Karpatsko-dukelská operace                                  | 8. září – 28. říjen 1944           | 49°33′28″ s. š., 21°40′58″ v. d.                                   | Po těžkých v okolí dukelského průsmyku vstoupili českoslovenští a ruští vojáci na území okupovaného Československa. |
| Letecká bitva nad Krušnohořím Letecká bitva nad Kovářskou   | 11. září 1944                      | 50°26′22″ s. š., 13°3′7″ v. d.                                     | Spojenecká letadla 100. bombardovací skupiny, 3. bombardovací divize se střetly se 70 německými stíhacími letadly typu Messerschmitt Bf 109 a Focke-Wulf FW 190. V následné letecké bitvě bylo sestřeleno na padesát strojů, přičemž Němci utrpěli zhruba padesátiprocentní ztráty.                    |
| Bělehradská operace                                         | 14. září – 24. listopad 1944       |                                                                    | Osvobození Jugoslávie se společně s domácími partyzány účastnila i československá partyzánská brigáda Jana Žižky z Trocnova. |
| Obléhání Dunkerque                                          | 7. říjen 1944 – 9. květen 1945     | 51°2′29″ s. š., 2°22′31″ v. d.                                     | Francouzské přístavní město blokovala čs. obrněná brigáda spolu se spojeneckými jednotkami až do konce 2. světové války. |
| Operace Tetřev                                              | 16. – 22. listopad 1944            |                                                                    | Operace německých jednotek namířená proti partyzánské brigádě Jana Žižky z Trocnova. Akce nebyla úspěšná a taky byla po šesti dnech ukončena. |
| Krvavá neděle (1944)                                        | 17. prosinec 1944                  | vzdušný prostor mezi Olomoucí, Přerovem, Odrami a Novým Jičínem    | Spojenecký bombardovací svaz sestavený v Itálii mířící k rafineriím v Horním Slezsku byl přepaden stíhači Luftwaffe: v následné bitvě bylo zničeno 78 letadel a zabito, zraněno nebo zajato bylo 220 letců. Byla to největší letecká bitva na území dnešního Česka.                                    |
| Západokarpatská operace                                     | 12. leden – 14. únor 1945          |                                                                    | Strategický útok sovětských, československých a rumunských vojsk v jižním Polsku a na východním Slovensku. |
| Bitva u Jasla                                               | 15. leden 1945                     | 49°45′1″ s. š., 21°28′37″ v. d.                                    | Největší a nejúspěšnější bojové vystoupení československého dělostřelectva. |
| Boje o Liptovský Mikuláš                                    | 3. únor – 4. duben 1945            | 49°4′51″ s. š., 19°37′26″ v. d.                                    | Série bojů o Liptovský Mikuláš, který byl poprvé osvobozen 3. března. O osm dní později byli sovětští a čs. vojáci z města německými a maďarskými vojáky vytlačeni. Teprve následující útok, jehož počátek byl naplánován 30. března, Němci město, z důvodu hrozícího obklíčení, vyklidili (4. dubna). |
| Boj u hájenky Zlatý jelen                                   | 6. únor 1945                       | 49°5′29″ s. š., 16°58′50″ v. d.                                    | Střet partyzánské skupiny Olga s příslušníky Jagdkommanda a protektorátními četníky. Boj skončil ústupem partyzánů. |
| Ostravsko-opavská operace                                   | 10. březen – 5. květen 1945        |                                                                    | Operace sovětských a československých jednotek, která skončila dobytím Ostravy a průnikem na severní Moravu. |
| Bratislavsko-brněnská operace                               | 25. březen – 5. květen 1945        |                                                                    | Operace sovětských a rumunských vojsk, při které došlo k tvrdým bojům na jihovýchodní Moravě. 26. dubna bylo osvobozeno Brno a boje pokračovaly na mnoha místech Moravy až do 5. května. |
| Boj Na Dlouhé                                               | 26. – 27. březen 1945              | 49°46′15″ s. š., 15°32′7″ v. d.                                    | Německý útok na štáb partyzánské brigády Mistra Jana Husa. Boj skončil smrtí všech sedmi příslušníků štábu, kteří se Na Dlouhé nacházeli. |
| Přerovské povstání                                          | 1. květen 1945                     | 49°27′22″ s. š., 17°27′2″ v. d.                                    | Porážka přerovských občanů, kteří spolu s místními partyzány povstali proti německým okupačním jednotkám. |
| Kladenské povstání                                          | 4. – 5. květen 1945                | 50°8′59″ s. š., 14°6′7″ v. d.                                      | Obyvatelé Kladna zahájili boj s německými okupačními jednotkami, které byly nuceny z města ustoupit. |
| Boj o Český rozhlas                                         | 5. květen 1945                     | 50°4′43″ s. š., 14°26′4″ v. d.                                     | Povstalci ubránili budovu Českého rozhlasu v Praze do příchodu Rudé armády. |
| Pražské povstání                                            | 5. – 8. květen 1945                | 50°5′33″ s. š., 14°24′1″ v. d.                                     | Obyvatelé Prahy povstali proti německým okupačním jednotkám a za pomoci jednotek ROA a Rudé armády osvobodili Prahu. |
| Osvobození západních a jihozápadních Čech americkou armádou | 7. květen 1945                     |                                                                    | Američtí vojáci osvobodili západní část Čech včetně vzbouřené Plzně. |
| Bitva o Břest                                               | 7. květen 1945                     | 49°21′7″ s. š., 17°26′25″ v. d.                                    | Poslední velký střet 1. československého armádního sboru s německými okupačními jednotkami. |
| Bitva u Slivice                                             | 11. – 12. květen 1945              | 49°38′44″ s. š., 14°2′ v. d.                                       | Poslední větší bitva na českém území během druhé světové války. Německé jednotky se střetly s českými povstalci, rudou armádou a zčásti také s americkými jednotkami. Do zajetí padlo 6000 Němců. |